# Kálfadalsfjall
Kálfadalsfjall är en kulle i republiken Island. Den ligger i regionen Västfjordarna, 200 km nordväst om huvudstaden Reykjavík. Toppen på Kálfadalsfjall är 546 meter över havet, eller 60 meter över den omgivande terrängen. Bredden vid basen är 1,7 km.
Närmaste större samhälle är Patreksfjörður, omkring 16 kilometer söder om Kálfadalsfjall.